# Jimmy Calderwood
James Calderwood, detto Jimmy (Glasgow, 28 febbraio 1955 – Bearsden, 19 gennaio 2025), è stato un calciatore e allenatore di calcio scozzese, di ruolo centrocampista.

## Palmarès

### Allenatore

#### Competizioni regionali
- Aberdeenshire Cup: 1

Aberdeen: 2004-2005